# 東京都大学ソフトボールリーグ
東京都大学ソフトボールリーグ(とうきょうとだいがくソフトボールリーグ、英語表記:TOKYO COLLEGE SOFTBALL LEAGUE)とは東京都大学ソフトボール連盟に加盟された大学ソフトボール部によるソフトボールリーグである。

## 概要
東京都大学ソフトボールリーグ戦は春季、秋季と年に二度行っている。
男女共に1部～3部で各部6校（ただし男子3部のみ9校）によって構成されている。各部優勝、最下位校はそれぞれリーグ戦終了後に入れ替え戦を行い、その結果に伴い各部間で入れ替えを実施する。

## 加盟校構成
※2015年度秋季終了時点-各部順不同

### 男子

#### 都大学リーグ1部
- 国士舘大学
- 日本体育大学
- 中央大学
- 早稲田大学
- 学習院大学
- 慶応義塾大学

#### 都大学リーグ2部
- 東京学芸大学
- 東洋大学
- 明治大学
- 東京大学
- 立教大学
- 日本大学

#### 都大学リーグ3部
- 東京都市大学（旧武蔵工業大学）
- 立教大学
- 成蹊大学
- 東京農業大学
- 文教大学 湘南
- 東洋大学
- 明星大学
- 帝京大学
- 大東文化大学

### 女子

#### 都大学リーグ1部
- 日本体育大学
- 早稲田大学
- 東京富士大学
- 東京女子体育大学
- 国士舘大学
- 日本女子体育大学

#### 都大学リーグ2部
- 学習院大学
- 東京学芸大学
- 中央大学
- 専修大学
- 慶應義塾大学
- 桜美林大学

#### 都大学リーグ3部
- 東洋大学
- 日本大学
- 文教大学
- 明治大学
- 成蹊大学
- 実践女子大学